# 大炮山景天
大炮山景天（学名：Sedum erici-magnusii）为景天科景天属的植物，是中国的特有植物。分布于中国大陆的四川、西藏等地，生长于海拔4,300米至4,900米的地区，多生长在冰谷花岗岩上、山坡草地以及河滩砂砾地上，目前尚未由人工引种栽培。

## 异名
- Sedum erici-magnusii Froed. var. subalpinum Froed.